# Hedningarna
Hedningarna é uma banda sueca de música popular, formada em 1987, por Hållbus Totte Mattson, Anders Stake e Björn Tollin, que mistura o género rock e música electrónica, com a música tradicional sueca. As suas composições musicais incluem o yoik ou juoiggus, uma forma tradicional de música Sami.

## Discografia
- Hedningarna (1989)
- Kaksi! (1991)
- Trä (1994)
- Kruspolska SASHA mixes (1994)
- Hippjokk (1997)
- Karelia Visa (1999)
- 1989-2003 (2003)
- & (2012)
- Kult (2016)